# تهدیدی برای جامعه
تهدیدی برای جامعه (به انگلیسی: Menace II Society) محصول سال ۱۹۹۳ یک درام جنایی شهری است که اولین همکاری برادران دوقلو هیوز در مقام کارگردانی یک فیلم می‌باشد. داستان فیم در مرکز جنوب لس‌آنجلس می‌گذرد و زندگی یک اوباش بنام کین لاوسن و دوست نزدیکش را دنبال می‌کند. فیلم به خاطر نمایش صحنه‌های متعددی از تجاوز، بی حرمتی به مقدسات و مصرف مواد مخدر معروف شد و از سویی بخاطر بیان انتقادی شجاعانه از خشونت شهری و مشکلات همراه آن مورد تحسین واقع گردید.